# 蟠龍軒
蟠龍軒（ばんりゅうけん、生没年不詳）とは、江戸時代の浮世絵師。

## 来歴
師系・経歴不明。東京国立博物館所蔵の「婦女図」（絹本着色）に「武郷隠士蟠龍軒畫」という落款があり、この絵の作者とされている。「婦女図」は縁台に腰掛けた遊女が猫と遊ぶ様子を描く。落款のほかに「正休」の瓢形印と「英」の方印が捺されているところから、『増訂浮世絵』は「或は英正休といへる人にあらざるか」と述べ、また画風は「懐月堂の影響をうけたもの」としている。『浮世絵師人名辞書』は「武郷隠士とあり、享保頃」と記す。